# Calçado
Calçado is een gemeente in de Braziliaanse deelstaat Pernambuco. De gemeente telt 11.619 inwoners (schatting 2009).